# Radek Bečka
Radek Bečka (* 16. Juli 1979 in Teplice) ist ein ehemaliger tschechischer Radrennfahrer.
Radek Bečka begann seine Karriere 2003 bei dem tschechischen Radsportteam AC Sparta Praha. In der Saison 2005 gewann er ein Teilstück des Etappenrennens in Vysočina und wurde Zweiter der Gesamtwertung. 2006 wechselte er zu PSK Whirlpool, wo er eine Etappe bei der Tour de Hongrie gewann. In der Saison 2007 gewann Becka das Eintagesrennen Velká Bíteš–Brno–Velká Bíteš und erneut eine Etappe in Vysočina. Außerdem wurde er Vierter bei der tschechischen Zeitfahrmeisterschaft.

## Erfolge
2006
- eine Etappe Tour de Hongrie

## Teams
- 2003 AC Sparta Praha
- 2004 AC Sparta Praha
- 2005 AC Sparta Praha
- 2006 PSK Whirlpool-Hradec Králové
- 2007 PSK Whirlpool-Hradec Králové
- 2008 PSK Whirlpool-Author